# COBE (小惑星)
COBE (9997 COBE) は、小惑星帯に位置する小惑星である。パロマー天文台のトム・ゲーレルスとライデン大学のファン・ハウテン夫妻が発見した。
宇宙マイクロ波背景放射を観測するためにアメリカ航空宇宙局 (NASA) が打ち上げた人工衛星、COBEに因んで名付けられた。